# Peaches en Regalia
"Peaches en Regalia" é uma canção do cantor e compositor americano Frank Zappa de 1969.
Lançada juntamente com o álbum Hot Rats, de 1969, ela já recebeu vários covers, ao longo do tempo. Uma versão desta música foi tocada em 2009 por Zappa Plays Zappa (incluído Dweezil Zappa e Napoleon Murphy Brock) e Steve Vai, e rendeu um Grammy Awards (Best Rock Instrumental Performance) aos músicos. Em maio de 2011, a revista Spin publicou uma matéria apontando as 30 melhores músicas instrumentais de todos os tempos. A lista não aparece em ordem classificatória, mas sim, cronológica. A versão original, de 1969, apareceu como uma das canções da lista.
Além disso, ela é usada como jingle de vários programas (como um programa de rádio da BBC de Londres, apresentado por Danny Baker, e no BBC2 show One Man's Week).

## Créditos
- Frank Zappa - Compositor. guitarra, e baixo de oito cordas.
- Ian Underwood - teclados, flauta, saxofone, clarinete
- Shuggie Otis - baixo
- Ron Selico - baterias

## Álbuns em que aparece

### Frank Zappa
| Ano  | Álbum                    | Notas                                                                    |
| ---- | ------------------------ | ------------------------------------------------------------------------ |
| 1969 | Hot Rats                 |                                                                          |
| 1971 | Fillmore East, June 1971 | Ao Vivo                                                                  |
| 1981 | Tinsel Town Rebellion    | Ao Vivo como "Peaches III"                                               |
| 1991 | Any Way the Wind Blows   | Gravada Ao Vivo em 1979, lançada como parte da Beat the Boots series.    |
| 1992 | Swiss Cheese / Fire!     | Gravada Ao Vivo em 1971, lançada como parte da Beat the Boots II series. |
| 2010 | Odeon Hammersmith        | Gravada Ao Vivo em 1978.                                                 |

#### Em álbuns-tributo
| Ano  | Banda/Artista         | Álbum                                              |
| ---- | --------------------- | -------------------------------------------------- |
| 1994 | The Muffin Men        | Say Cheese & Thank You                             |
| 1994 | Riccardo Fassi Tankio | Plays the Music of Frank Zappa                     |
| 1995 | Harmonia              | Harmonia Meets Zappa                               |
| 1996 | Omnibus Wind Ensemble | Music by Frank Zappa                               |
| 1997 | Ed Palermo            | Ed Palermo Big Band Plays the Music of Frank Zappa |
| 1999 | The Dangerous Kitchen | Pays Tribute to Frank Zappa                        |
| 2004 | Ensemble Modern       | Ensemble Modern Plays Frank Zappa                  |
| 2004 | The Muffin Men        | Bakers Dozen                                       |
| 2004 | Pollo Del Mar         | Lemme Take You to the Beach (Various artists)      |
| 2005 | Colin Towns           | Frank Zappa's Hot Licks                            |

### Covers
| Ano  | Banda/Artista                  | Álbum                                 |
| ---- | ------------------------------ | ------------------------------------- |
| 1994 | Jon Poole                      | What's the Ugliest Part of Your Body? |
| 1995 | Meridian Arts Ensemble         | Prime Meridian                        |
| 2000 | Dixie Dregs                    | California Screamin'                  |
| 2000 | The Grandmothers               | Eating the Astoria                    |
| 2006 | Dweezil Zappa                  | Go with What You Know                 |
| 2006 | Daniele Sepe                   | Suonarne 1 per educarne 100           |
| 2007 | Phish                          | Vegas 96                              |
| 2007 | The Roots                      | How I Got Over                        |
| 2009 | Les cris de Paris (a cappella) | Encores (alpha)                       |
| 2009 | Zappa Plays Zappa              | Zappa Plays Zappa                     |
| 2011 | Phish                          | 2011/07/01 I Super Ball IX, NY        |

## Prêmios e indicações
| Ano  | Prêmio        | Indicação                               | Resultado | Interprete(s)                                                                  | Ref.  |
| ---- | ------------- | --------------------------------------- | --------- | ------------------------------------------------------------------------------ | ----- |
| 2009 | Grammy Awards | Melhor performance de rock instrumental | Venceu    | Zappa Plays Zappa (incluído Dweezil Zappa e Napoleon Murphy Brock) + Steve Vai | [ 1 ] |

- Em maio de 2011, a revista Spin publicou uma matéria apontando as 30 melhores músicas instrumentais de todos os tempos. A lista não aparece em ordem classificatória, mas sim, cronológica. Peaches en Regalia é uma das canções.[2]